# Hekluskógar

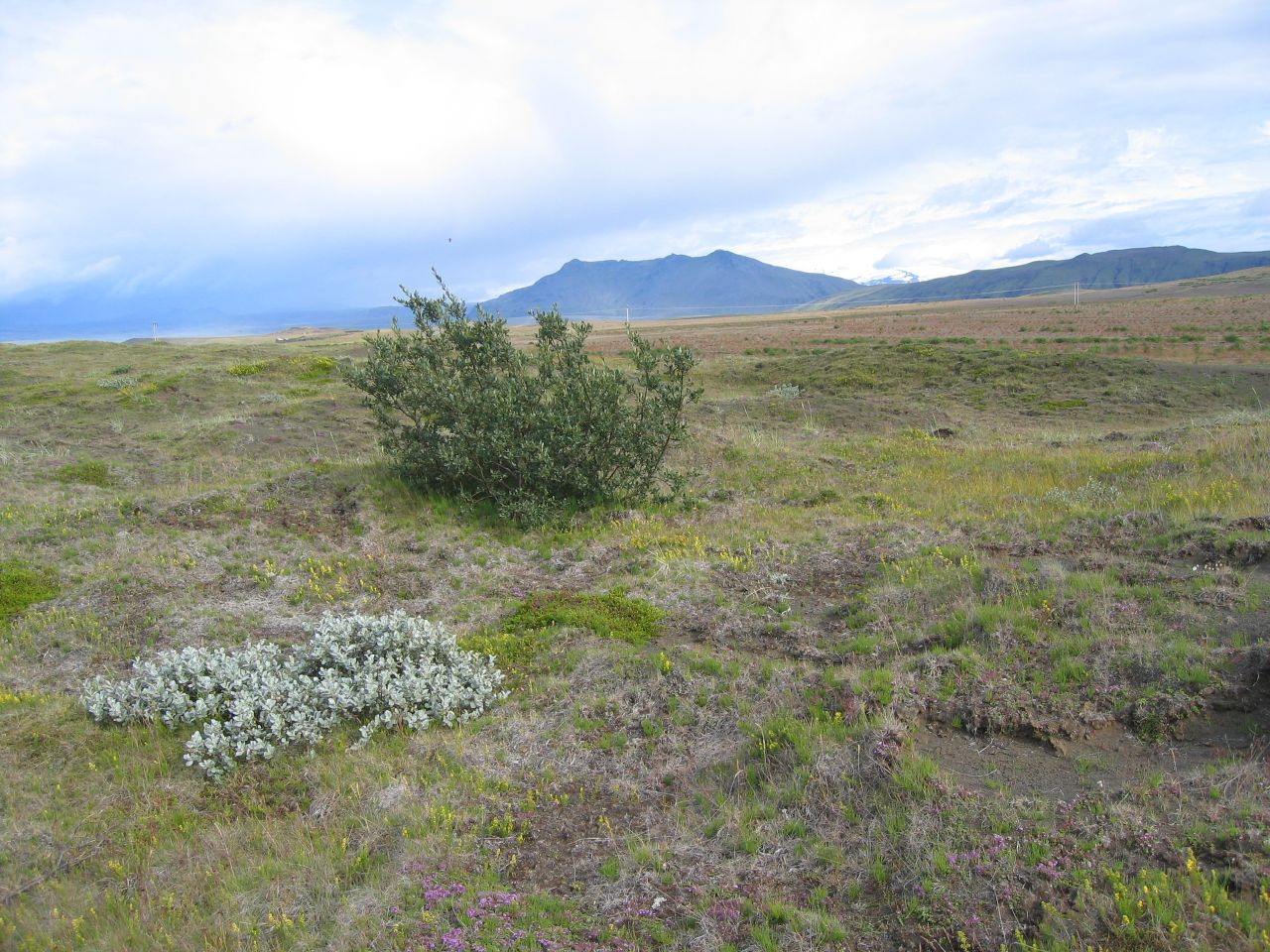
Björk och ullvide (Salix lanata) som växer i den södra delen av Hekluskógar vid Langalda mellan Gunnarsholt och Keldur

Hekluskógar är ett projekt på Island för bekämpning av erosion och sandflykt efter utbrott från vulkanen Hekla. Detta är Islands största reetablering av björkskogar och projektet täcker ett område på över 90 000 ha.
Det huvudsakliga syftet är att återupprätta de ursprungliga skogarna av björk och vide på vulkanen Heklas sluttningar. Reetableringen åstadkoms genom att jorden gödslas och att gräs sås. Detta är avsett att förhindra vulkanaska från att blåsa över närliggande områden efter utbrott av Hekla, och för att motverka jorderosion. Detta är det största projektet i Europa av sitt slag och Hekluskógar uppskattas komma att täcka 1 % av Islands yta.